# يزيديون أمريكيون
قد يُشِير اليزيديون في الولايات المتحدة إلى الأشخاص الذين وُلِدوا في الولايات المتحدة أو يُقِيمون فيها من أصل يزيدي بشكل كامل أو جزئي.

## التاريخ
تتواجد الجماعات اليزيدية في الولايات المتحدة في لينكولن ونبراسكا وهيوستن وتكساس. من المُعتقَد أن نبراسكا لديها أكبر مستوطنة (يُقدَّر عددها بما لا يقل عن 10,000 نسمة) من اليزيديين في الولايات المتحدة، حيث بدأ تاريخ الهجرة إلى الدولة بموجب برامج ملاجئ الاستيطان التي بدأت في أواخر التسعينيات.

## مشاهير
- مراد إسماعيل - المدير التنفيذي لفرع الولايات المتحدة للمنظمة اليزيدية العالمية، يزدا.[7]
- دخيل شمو - صحفي وناشط في مجال حقوق اليزيديين.[8]

## وصلات خارجية
- YezidiHumanRights.org
- YezidiTruth.org
- Yazda – A Global Yazidi Organization